# Герб Назаре
Ге́рб Назаре́ — офіційний символ містечка Назаре, Португалія. Використовується як територіальний герб. У зеленому щиті срібна вежа з куполом і хрестом, червоними вікнами і брамою. Він стоїть на горі натурального кольору, перетятій трьома хвилястими смугами — двома срібними і однією зеленою. На них, обабіч вежі, розташовані два золоті дельфіни з піднятими хвостами, обернені один до одного. Щит увінчує срібна мурована містечкова корона з чотирма вежами.  Під щитом біла стрічка, на якій великими літерами напис португальською: «Nazaré» (Назаре).  Офіційно затверджений 6 березня 1957 року.  

## Галерея

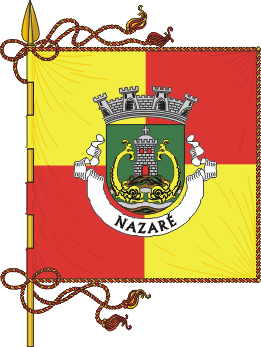
Прапор